# Down in the Valley
"Down In The Valley" é uma canção composta por Solomon Burke em 1962. A música ficou muito popularizada na voz de Otis Redding em 1965.